# Грозненський робітник
«Гро́зненський робітни́к» — російськомовна щотижнева газета, що виходила в Грозному, з 1917 по 1992 рік і з 1994 по 2001 рік.

## Пострадянська епоха
За радянських часів «Грозненський робітник» контролювала КПРС. Після розпаду Радянського Союзу у 1991 році уродженець Грозного Муса Мурадов став головним редактором газети. Однак Джохар Дудаєв, президент невизнаної Чеченської Республіки Ічкерія, незабаром спробував зробити газету офіційним виданням своєї партії, після чого Мурадов і більшість його співробітників звільнилися. Мурадов ненадовго переїхав з Чечні, разом зі своєю сім'єю, оскільки почалася Перша російсько-чеченська війна, але, не зумівши знайти роботу в Москві, повернувся, щоб відновити видання газети у 1995 році.

## Відновлення
«Грозненський робітник» відновив видання як незалежна газета в травні 1995 року, знову з Мурадовим як головним редактором. Робота була небезпечною, оскільки співробітники вели репортажі та публікації в зоні бойових дій у Грозному. 1 серпня 1996 року Іван Гогун, один з репортерів газети, був убитий в перестрілці під час третьої битви за Грозний. Сам Мурадов був замкнений у підвалі, протягом чотирнадцяти днів, оскільки артилерійський снаряд завалив вихід з нього.
Газета й далі вела репортажі під час Другої російсько-чеченської війни. Ще один кореспондент «Грозненського робітника», Супіан Епендієв, був убитий, висвітлюючи наслідки ракетного обстрілу грозненського базару 27 жовтня 1999 року; поки він давав інтерв'ю, другий снаряд влучив у базар, від чого журналіст зазнав несумісних з життям травм. Приблизно в цей же час газета зазнавала фінансових труднощів. Її будівля була зруйнована під час російських бомбардувань, через що співробітники переїхали в Назрань, що в сусідній Інгушетії. Проте вони й далі висвітлювали конфлікт, щотижня відправляючи газети назад в Грозний. Вони також по черзі працювали в тижневі зміни, ведучи репортажі з Грозного. За словами Мурадова, російські військовики наклали ряд обмежень на іноземних журналістів, строго обмеживши їх доступ на військові бази й маршрути супроводу, але, бувши місцевими чеченцями, Мурадов і його співробітники могли обійти ці вимоги й безпосередньо спілкуватися з мирними жителями Грозного.
Однак до 2001 року обидві сторони конфлікту були незадоволені «Грозненським робітником» через його спробу зберігати нейтралітет. Федеральна служба безпеки і Міністерство внутрішніх справ Росії провели обшуки в назранівських офісах «Грозненського робітника», в той час як чеченці-ваххабіти оголосили співробітникам газети смертний вирок за законами шаріату й почали серію телефонних дзвінків з погрозами в редакцію. Мурадов знову переїхав зі своєю сім'єю до Москви, щоб уникнути погроз, а інші співробітники «Грозненського робітника» розбрелися по всій Росії. Після розпаду штату газета незабаром збанкрутувала й фактично припинила свою діяльність.